# جورجي صبحي
دكتور جورجى صبحى أستاذ الأمراض الباطنية واللغة المصرية القبطية (1884- 1964).

## نشأته وتعليمه
وُلد جورجى صبحى عام 1884 ولكنه ينتمى لعائلة ببلدة الميمون، مركز الواسطى، فقد كان والده رئيساً لمصلحة البارود. وبعد ولادته بأسبوع توفيت والدته فأحتار والدة في أمر تربيته. فطلبه دكتور هاربور Harbor الإنجليزى- مؤسس مستشفى هارمل – ليكون أخا لابنه الصغير الرضيع، فتعهده الطبيب وزوجته بالرعاية والعناية حتى بلغ التاسعة من عمره وتكلم اللغة الإنجليزية بطلاقه. حصل على الشهادة الابتدائية من المدرسة الناصرية ثم درس في المدرسة التوفيقية الثانوية بشبرا وحصل على الشهادة البكالوريا. واجهته مشكلة صغر سنه ليلتحق بكلية الطب ولكن إدارة الكلية وافقت أخيرا على قبوله فالتحق بالكلية ونال دبلوم الطب عام 1904 ميلادية.

## الوظائف التي تقلدها
عُين طبيب امتياز بالقصر العينى ثم مديراً لمستشفى الحميات بالعباسية لمدة عام واحد وبعد ذلك عُين مدرسا للتشريح بكلية الطب حيث عمل مع بروفسور أيليت سميث إليوت سميث أستاذ علم الأجناس وبحث معه حوالى 3000 جثه من مختلف عصور التاريخ. وفي عام 1909 سافر في بعثة دراسية إلى لندن تقابل خلالها مع الأستاذ مكرم عبيد الذي كان يدرس القانون بجامعة اكسفورد واستمر في دراسته لمدة عامين اضطر بعدهما للعودة إلى القاهرة بعد وفاة والده إذ انه كان العائل الوحيد لأهله ثم عين أستاذ مساعدا للدكتور فيلبس أستاذ الأمراض الباطنية – والذي أشركه في بحوث متصلة بالأمراض الطفيلية والحميات – وفي عام 1940 شغل وظيفة رئيس قسم الأمراض الباطنية وظل به حتى عام 1952 حصل خلالها على زمالة كلية الطب الملكية في لندن بالإضافة إلى شغله وظيفة طبيب خاص للأمراض الباطنية بها.

## أعماله في مجال الطب
أول من اكتشف علاج مرض الربو بأملاح الذهب، وكان أول من أدخل علم تاريخ الطب في كلية الطب، وأول من حصل على لقب «أستاذ تاريخ الطب والأمراض الباطنية» في مصر، وله في مجال الطب العديد من المؤلفات منها: مفردات ابن الفافقى ويقع في خمسة أجزاء تناول فيه الأدوية واستعمالاتها وقد قامت الجامعة بطبعه على نفقتها الخاصة باللغتين العربية والإنجليزية عام 1925، كتاب الدوسنتاريا أصلها وعلاجها، كتاب«الذخيرة» في الطب ونشر أيضا باللغة العربية والإنجليزية وفي عام 1949 نشرت له الجامعة بالإنجليزية محاضراته عن تاريخ الطب.

## اهتمامه بالدراسات القبطية
عندما قامت ثورة المهدى بالسودان، غادر الأنبا مكاريوس أسقف الخرطوم الأراضي السودانية وأقام بدير القديس أبى سيفين بالقاهرة وخلال تلك الفترة تقابل معه الدكتور جورجى صبحى ودرس على يديه اللغة القبطية وكان ينصحه بضرورة الاهتمام بلغة الأجداد والتمسك بها وفعلا تعمق في اللغة لدرجة أجادتها وقد كلفه سعد زغلول بتأليف مرجع علمى كبير في اللغة القبطية وفعلا صدر هذا المرجع عام 1925 باسم«كتاب قواعد اللغة المصرية القبطية» اهتمت وزارة المعارف العمومية بطبعه على نفقتها الخاصة بمطبعة المعهد العلمى الفرنسي للآثار الشرقية بالقاهرة والكتاب من القطع الكبير يقع في 254 صفحة وقد كُتب خصيصا لمدرسة الآثار التي تم افتتاحها في عهد جلالة الملك فؤاد الأول ويذكر دكتور جورجى صبحى في مقدمة كتابة هذا: «يحتوى هذا الكتاب على قواعد اللغة القبطية البحيرية مع مقارنتها مع اللهجة الصعيدية أتبعت في كتابته نسق الاجروميات الأفرنجية مع ملاحظة كيان اللغة القبطية وطبيعتها... وأنى أرانى مقرا بالاعتراف بالجميل لاجرومية الكسيس مالون البحيرية المكتوبة باللغة الفرنسية.. وقد استعنت بعدة كتب في تأليف هذه الاجرومية منها اجرومية أسترن وستيتدروف ومؤلفات سبيليرج وزيتى وجريفث ومرى وكرم... الخ وبالاختصار فأن هذه الاجرومية هي نتيجة دراستى للغة المصرية القديمة بأنواعها خصوصا المتأخرة منها والديموطيقية لمدة تزيد عن عشرين سنة».. والكتاب كان ثمنه 180 قرشا وكان على طالب الجامعة أن يحصل على خطاب من أحد أساتذة الجامعة ليحصل على الكتاب بثمن مخفض وهو عشرون قرشا فقط وقد اختارته كلية الآداب لتدريس اللغة الديموطيقية – وهي الكتابة الدارجة للفراعنة – بمدرسة الآثار كما قام بتدريس اللسان الفرعوني والقبطى في الكلية الاكليريكية بالقاهرة وفي معهد الدراسات القبطية كما قام بترجمة بعض النقوش القبطية وتسجيل أحداثها التاريخية. مع مرقس باشا سميكة، أسهم في تأسيس المتحف القبطي، ثم اختير عضوا بمجلس أداره جمعية الآثار القبطية بالقاهرة منذ إنشائها عام 1934 كذلك اهتم بنشر كتاب سفر الأمثال باللغة القبطية بلهجتها الصعيدية واهتمت بطبعة الجامعة المصرية عام 1927 ويقع في 199 صفحة.

## من كتاباته في الدراسات القبطية
من مؤلفاته التقويم القبطى وحساب الابقطى الذي وضعه البابا ديمتريوس الثاني عشر وقد نُشر بمجلة جمعية الآثار القبطى عامى 1942، 1943. التعليم في مصر خلال العصر المسيحي – وبين الأقباط، نشر أيضا بمجلة الآثار المصرية عام 1943 "نطق اللغة القبطية في الكنيسة المصرية"، وقد نشر بمجلة الآثار المصرية عام 1915. "الكلمات الدارجة العربية التي من اصل يونانى أو قبطى، وهو كتاب يقع في 24 صفحة اهتمت بطبعه جمعية الاثار القبطية. وفي يوم الجمعية 4 مارس 1924 ألقى محاضرة بنادى جمعية الشبان المسيحية بالقاهرة بعنوان: علاقة المصريين القدماء بمصر الحديثة" جاء فيها: إن المصري الموجود اليوم بهذه الديار لا يختلف عن المصري الذي كان موجودا بها منذ سبعة آلاف سنة في الشكل والعادات والأخلاق.. أن المصريين احتفظوا بكل ما كان لأجدادهم من عادات وأخلاق وغيرها لا فرق في ذلك بين المسيحي والمسلم فكلاهما عنصر واحد.." وقد اهتمت مجلة الكرمة بنشر هذه المحاضرة. كان دكتور جورجى صبحى يجيد سبع لغات: الإنجليزية – الفرنسية –الإيطالية (وقد تعلمها عندما كان يشرف على علاج المعتقلين أبان الحرب العالمية الأولى) كذلك القبطية – الهيروغليفية – اليونانية – اللاتينية بالإضافة إلى العربية.